# Hallsboro
Hallsboro – jednostka osadnicza w Stanach Zjednoczonych, w stanie Karolina Północna, w hrabstwie Columbus.